# Frederick W. Rowe

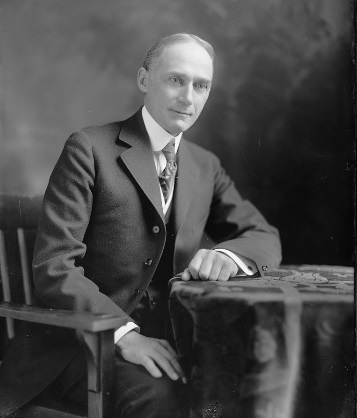
Frederick W. Rowe, um 1915

Frederick William Rowe (* 19. März 1863 in Wappingers Falls, New York; † 20. Juni 1946 in Rockville Centre, New York) war ein US-amerikanischer Jurist und Politiker. Zwischen 1914 und 1921 vertrat er den Bundesstaat New York im US-Repräsentantenhaus.

## Werdegang
Frederick William Rowe wurde während des Bürgerkrieges in Wappingers Falls geboren. Er besuchte Gemeinschaftsschulen. Dann graduierte er 1882 am De Garmo Institute und 1887 an der Colgate University in Hamilton. Er studierte Jura. Seine Zulassung als Anwalt erhielt er 1889 in New York City und praktizierte dann bis 1904 in der damals noch eigenständigen Stadt Brooklyn. Danach ging er der Errichtung von Immobilien in Brooklyn nach. Er war Präsident von mehreren Unternehmen, einschließlich eines Straßenbahnunternehmens. Darüber hinaus war er Direktor der Dime Savings Bank in Brooklyn. Politisch gehörte er der Republikanischen Partei an.
Bei den Kongresswahlen des Jahres 1914 wurde Rowe im sechsten Wahlbezirk von New York in das US-Repräsentantenhaus in Washington, D.C. gewählt, wo er am 4. März 1915 die Nachfolge von William M. Calder antrat. Er wurde zwei Mal in Folge wiedergewählt. Da er auf eine erneute Kandidatur im Jahr 1920 verzichtete, schied er nach dem 3. März 1921 aus dem Kongress aus.
Danach ging er seinen früheren Geschäftsaktivitäten in New York City nach. Er verstarb am 20. Juni 1946 in Rockville Centre und wurde dann auf dem Green-Wood Cemetery in Brooklyn beigesetzt.